# Voer Kirke (Norddjurs Kommune)
 For alternative betydninger, se Voer Kirke. (Se også artikler, som begynder med Voer Kirke)
Voer Kirke ligger i Voer i Rougsø Herred på Norddjursland.
- Voer kirke
- Interiør af Voer kirke

## Eksterne kilder og henvisninger
- Danske Aner – Voer sogn (Randers Amt) → Kirken
- Voer Kirke hos KortTilKirken.dk

- Wikimedia Commons har flere filer relateret til Voer Kirke (Norddjurs Kommune)